# Modeste M'bami
Modeste M'bami, kamerunski nogometaš, * 9. oktober 1982, Yaoundé, Kamerun, † 7. januar 2023, Le Havre, Francija.
M'bami je s kamerunsko reprezentanco sodeloval na nogometnemu delu poletnih olimpijskih iger leta 2000 in svoji državi priboril zlato kolajno. Znan je bil kot fizično močan igralec z dobro tehniko. Običajno je v svojih moštvih igral bolj obrambno vlogo, a je bil vajen igrati tudi na položaju veznega organizatorja igre.

## Klubska kariera
M'bami je svojo nogometno pot pričel v Kamerunu pri tamkajšnjem moštvu Dynamo Douala. Kmalu so ga opazili tuji klubi in poleti 2000 je odšel k francoskemu Sedanu. V prvi sezoni je kljub svoji mladosti dobil priložnost na desetih tekmah francoske Ligue 1 in je svoji ekipi pomagal do odličnega petega mesta v prvenstvu. V Sedanu se je hitro uveljavil v začetni enajsterici in je v naslednjih dveh sezonah nastopil na 60 tekmah. Ko je klub leta 2003 izpadel v drugo ligo Ligue 2, se je odločil zapustiti moštvo. Za 5 milijonov evrov je okrepil prvoligaša PSG-ja, s katerim je podpisal petletno pogodbo. Pred podpisom pogodbe se je njegov zastopnik Willie McKay pogajal tudi glede njegovega odhoda na otok, k Wolverhamptonu, a so pogovori naposled padli v vodo.
M'bami se je v svoji prvi sezoni v francoski prestolnici odlično ujel z Lorikom Canajem, mladim albanskim defenzivnim vezistom. Kljub precejšnji neizkušenosti sta se oba izkazala in prispevala velik delež k uspešni sezoni. PSG je namreč sezono v prvenstvu končal na drugem mestu in ob tem v svoje vitrine pripeljal francoski pokal, Coupe de France. Sezona 2004/05 je bil manj uspešna, M'bami se je tudi veliko časa ubadal s poškodbami. Med sezono je odšel na delno posojo v FC Barone, a se je hitro vrnil nazaj v Pariz. V sezoni 2005/06 je M'bami s PSG-jem vnovič osvojil francoski pokal, medtem ko je v prvenstvu z ekipo osvojil 9. mesto.
Avgusta 2006 je po treh letih v prestolnici okrepil največjega tekmeca PSG-ja, Marseille. S klubom je podpisal triletno pogodbo in se znova znašel v navezi z Albancem Canajem, ki je v Marseille prišel že sezono poprej.
Po izteku pogodbe je poleti 2009 Marseille zapustil. Po odhodu je imel preizkušnje pri več angleških prvoligaših, med drugim pri Portsmouthu, Boltonu, Wolverhamptonu in Wiganu. S prestopom v Anglijo pa se naposled ni izcimilo nič, saj je 30. septembra 2009 odšel na preizkušnjo v španskega prvoligaša Almerío. Vodstvo kluba je kasneje dokončalo prestop in M'bami je z Andaluzijci podpisal enoletno pogodbo z možnostjo podaljšanja še za dve sezoni.
7. januarja 2023 je klub Paris Saint-Germain sporočil novico o njegovi smrti zaradi srčnega zastoja v starosti 40 let.

## Reprezentančna kariera
M'bami je svoj talent na mednarodni ravni prikazal že v zelo zgodnji starosti. Za svojo domovino je leta 2000 z reprezentanco priboril zlato kolajno na Poletnih olimpijskih igrah 2000 v Sydneyju. Zatem je bil član kamerunske reprezentance na Pokalu konfederacij 2003 in Afriškem pokalu narodov 2004. Na slednjem je Kamerun osvojil prvo mesto v svoji skupini, a nato pokleknil pred četrtfinalno oviro, izbrano vrsto Nigerije. V reprezentanci je bil tudi v neuspešnih kvalifikacijah za Svetovno prvenstvo 2006, tedaj je Kamerunce v kvalifikacijski skupini prehitela Slonokoščena obala. Na Afriškem pokalu narodov je z reprezentanco sodeloval tudi leta 2008.

## Dosežki
- Kamerun

- Poletne olimpijske igre

- 1. mesto: 2000

- Pokal konfederacij

- 2. mesto: 2003

- Paris Saint-Germain

- Coupe de France

- Zmagovalec: 2004, 2006